# Estación Trapiche
Trapiche fue una estación de ferrocarril que se hallaba en la localidad homónima, dentro de la comuna de Ovalle, en la Región de Coquimbo de Chile. Fue parte del Ramal Tongoy-Ovalle y actualmente se encuentra inactiva, con las vías levantadas.

## Historia
El 18 de marzo de 1909 llegó a la ciudad el primer tren proveniente de Tongoy como parte de la extensión del ramal que conectaba con Ovalle; hasta antes de esa fecha los trenes llegaban solamente hasta la estación Trapiche, construida entre 1894 y 1898 como parte de la extensión planificada desde Cerrillos hacia Ovalle.
La estación se encontraba a una altitud de 229,75 m. s. n. m. según José Olayo López (1910), mientras que Santiago Marín Vicuña (1916) señala una altura de 165 m s. n. m.
La estación dejó de prestar servicios cuando fue clausurada junto con el resto del ramal en 1938 y las vías fueron levantadas. El sitio donde se ubicaba la estación actualmente está ocupado por un centro comunitario y la junta de vecinos de la localidad.